# Anthony Cumia
Anthony Cumia (ur. 26 kwietnia 1961 w Nowym Jorku) – amerykański podkaster i prezenter radiowy.

## Życiorys
Współpracował z Greggiem Hughesem (znanym jako Opie) przy prowadzeniu podcastu radiowego Opie & Anthony, którego transmisja rozpoczęła się w marcu 1995 roku w bostońskiej stacji WAAF, jednak w 1998 roku zaprzestano transmisji z powodu primaaprilisowego żartu, według którego burmistrz Bostonu Thomas Menino miał zginąć w wypadku drogowym. Następnie Cumia i Hughes do 2002 roku prowadzili swój podcast w Infinity Broadcasting, jednak współpraca została zakończona, gdyż prezenterzy namawiali słuchaczy do uprawiania stosunku płciowego w miejscach publicznych, jedna z par miała uprawiać seks na terenie Katedry św. Patryka w Nowym Jorku. W 2004 roku Cumia i Hughes rozpoczęli współpracę z SiriusXM, a od 24 kwietnia 2006 roku ich program był transmitowany także na CBS Radio.
W lipcu 2014 roku SiriusXM zerwał z Cumią współpracę z powodu jego rasistowskich postów na Twitterze. Aktor poinformował, że został wcześniej zaatakowany na Time Square przez czarnoskórą kobietę, która miała wejść w kadr podczas robienia zdjęć przez Cumię. Decyzja nadawcy została skrytykowana przez słuchaczy audycji Opie & Anthony, którzy zapowiedzieli bojkot stacji radiowej do czasu przywrócenia współpracy z Cumią; powstała wówczas petycja, która w ciągu kilku dni została podpisana przez ok. 9 tysięcy osób. Ostatecznie podcastu nie kontynuowano.
Po zerwaniu współpracy przez SiriusXM Cumia otworzył platformę Compound Media, gdzie zaczął prowadzić autorski program The Anthony Cumia Show. W sierpniu 2017 roku wspólnie z Artie Langem rozpoczął prowadzenie programu The Artie and Anthony Show, którego emisja zakończyła się w maju następnego roku.
W 2017 roku jego trzy konta na Twitterze zostały zbanowane, jednak permanentna blokada miała miejsce w roku 2021 za omijanie poprzednich blokad.

## Konflikty z prawem

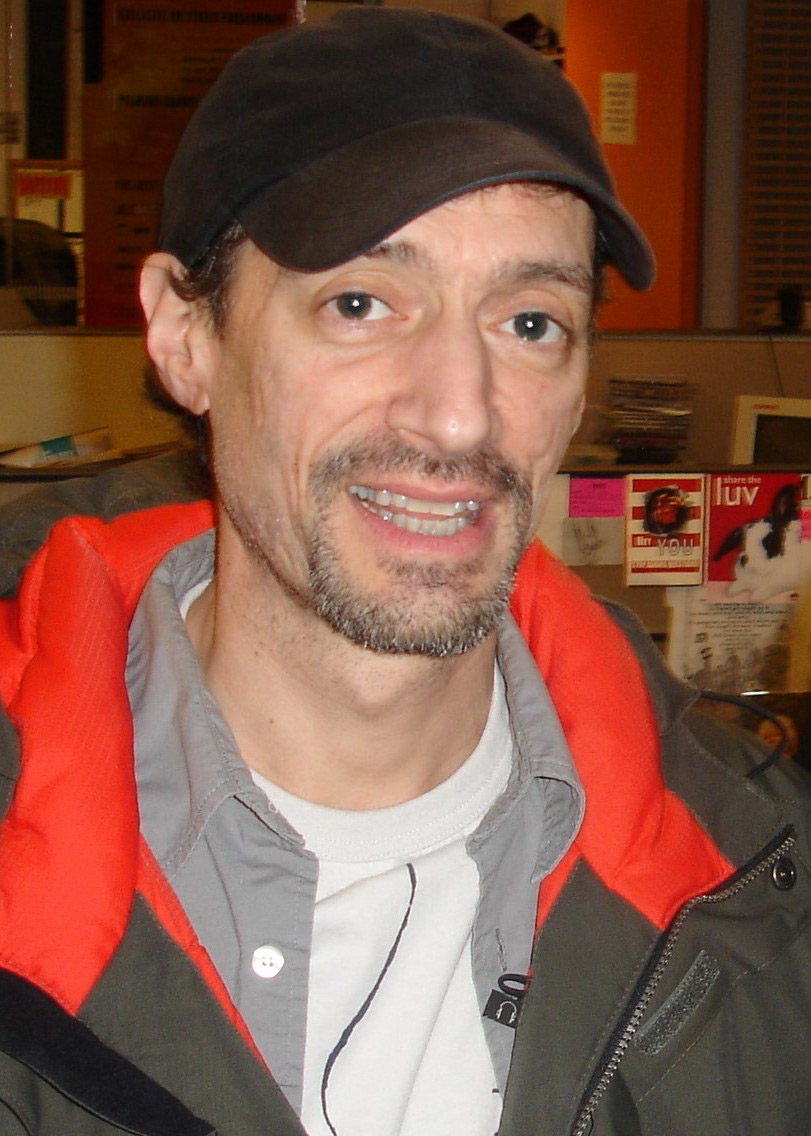
Anthony Cumia (2005)

W grudniu 2015 roku został aresztowany pod zarzutem ataku na swoją 26-letnią dziewczynę Danielle Brand, która doznała poważnych uszkodzeń ciała; w czerwcu 2016 roku Cumia przyznał się do zarzucanych mu czynów.